# Dichochrysa nigra
Dichochrysa nigra är en insektsart som först beskrevs av Robert McLachlan 1869.
Dichochrysa nigra ingår i släktet Dichochrysa och familjen guldögonsländor. Inga underarter finns listade i Catalogue of Life.